# News Parade
News Parade ist ein US-amerikanischer Stummfilm von David Butler aus dem Jahr 1928.

## Handlung
Nick Naylor erhält den Auftrag, von dem kamerascheuen Millionär A.K. Wellington ein Foto zu machen. Da der Millionär mit seiner Tochter verreist, folgt Nick ihnen zum Lake Placid, nach Palm Beach und sogar nach Havanna. In Havanna kann er dann die Fotos vom Millionär schießen, als beide entführt werden.

## Hintergrund
Der Film wurde von der Produktionsfirma Fox Film Corporation fertiggestellt. Die Filmkomödie wurde als Stummfilm in Schwarz-Weiß, bei einem Seitenverhältnis von 1,33:1 auf einem 35-mm-Film, aufgenommen. Das Filmmaterial beläuft sich auf eine Gesamtlänge von 2.035,76 Meter, was sieben Filmrollen bedeutet.
Der Film feierte am 27. Mai 1928 in den USA seine Premiere.

## Rezeption
Mordaunt Hall von der New York Times schrieb im Mai 1928, dass der Film „gute Ansätze hat doch überwiegend unsinnige Zwischenfälle gezeigt werden“.